# Grand Ole Opry
Grand Ole Opry (oprindeligt "Grand Old Opera") var et radioshow med countrymusik, som først hed WSM Barn Dance, men i 1927 fik det sit nuværende navn. Det blev sendt fra en radiostation i Nashville. På et tidspunkt tog man live-publikum i studiet, og snart var det et meget populært program i de østlige Sydstater.
Den 2. oktober 1954 havde den 19-årige Elvis Presley sin første og eneste optræden i Grand Ole Opry. Selv om publikums reaktion på hans optræden var særdeles positiv blev Presley efter showet af værten, Jim Denny, opfordret til at vende næsen hjemad og genoptage sin karriere som lastbilchauffør, – i en tid, hvor country-musikken var i højsædet var det ikke Presleys hoftevridende og vulgære rock-musik, der var brug for, mente Denny.
Programmet skiftede senere opholdssted til Ryman Auditorium. I dag er det en hovedinstitution i countrymusikken.